# أنتوني جاكسون-هامل
أنتوني جاكسون-هامل هو لاعب كرة قدم كندي في مركز الهجوم، ولد في 2 أغسطس 1993 في مدينة كيبك في كندا. شارك مع منتخب كندا تحت 20 سنة لكرة القدم. أما مع النوادي، فقد لعب مع إمباكت مونتريال.

## وصلات خارجية
- أنتوني جاكسون-هامل على موقع الدوري الأمريكي (الإنجليزية)
- أنتوني جاكسون-هامل على موقع قاعدة بيانات كرة القدم.إي يو (الإنجليزية)
- أنتوني جاكسون-هامل على موقع ناشيونال فوتبول تيمز (الإنجليزية)
- أنتوني جاكسون-هامل على موقع Soccerway.com (الإنجليزية)
- أنتوني جاكسون-هامل على موقع عالم كرة القدم.نت (الإنجليزية)
- أنتوني جاكسون-هامل على موقع AS.com (الإسبانية)